# Joep Packbiers
Jan Joseph "Joep" Packbiers (Nuth, Limburg, 19 de gener de 1875 - Maastricht, 8 de desembre de 1957) va ser un tirador amb arc neerlandès que va competir a començaments del segle xx.
El 1920 va prendre part en els Jocs Olímpics d'Anvers, on va disputar una prova del programa de tir, el tir a l'ocell mòbil, 28 m. per equips, en què guanyà la medalla d'or.